# Montánchez
Montánchez (extremadurai nyelven Montanchi) település Spanyolországban, Cáceres tartományban. Montánchez Cáceres, Alcuéscar, Albalá, Torremocha, Valdefuentes, Torre de Santa María, Valdemorales, Arroyomolinos, Mérida, Carmonita és Casas de Don Antonio községekkel határos. Lakosainak száma 1608 fő (2024).

## Népesség
A település népessége az elmúlt években az alábbi módon változott:
| Lakosok száma | 2171 | 2046 | 2086 | 2040 | 1969 | 1839 | 1809 | 1682 | 1654 | 1608 |
|               | 2001 | 2004 | 2006 | 2009 | 2011 | 2014 | 2016 | 2019 | 2021 | 2024 |